# Українська Кореспонденція (газета)
«Українська Кореспонденція» (Українкор) — незалежна гром.-політ. інформаційна газ., виходила 1930—31 (під час пацифікації на укр. землях під Польщею) тричі на тиждень у Празі, чес. й укр. мовами; заснована з ініціативи чл. празької групи Української Партії Соціалістів-Революціонерів. «У. К.» здобула популярність і була інформаційним джерелом чес. газ. Видавець Г. Денисенко; ред. Я. Зозуля.